# Eutettigidea
Eutettigidea is een geslacht van rechtvleugeligen uit de familie doornsprinkhanen (Tetrigidae). De wetenschappelijke naam van dit geslacht is voor het eerst geldig gepubliceerd in 1914 door Hancock.

## Soorten
Het geslacht Eutettigidea  is monotypisch en omvat slechts de volgende soort:
- Eutettigidea lineata (Bruner, 1910)